# اواریستو مارکس
اِواریستو مارکِس (اسپانیایی: Evaristo Márquez‎؛ ‏ ۲۳ اوت ۱۹۳۹ – ۱۵ ژوئن ۲۰۱۳) بازیگر اهل کلمبیا بود.
از فیلم‌ها یا برنامه‌های تلویزیونی که وی در آن نقش داشته است می‌توان به کوئیمادا و ایزدمار اشاره کرد.